# ماری کوئینی
ماری کوئینی (عربی: ماري كويني؛ ۱ ژانویهٔ ۱۹۱۳ – ۱ ژانویهٔ ۲۰۰۳) هنرپیشه، و تهیه‌کننده فیلم اهل مصر بود.

## زندگی‌نامه
ماری در سال ۱۹۱۳ در یک خانواده مسیحی اهل لبنان زاده شد. او در سال ۱۹۲۳ به همراه عمه‌اش آسیا داغر، به قاهره مهاجرت‌کرد.
او در سال ۱۹۲۹ به عنوان بازیگر، در اولین فیلمش حضور پیدا کرد.